# رابرت شیک
رابرت شیک (انگلیسی: Robert Schick؛ زادهٔ ۲۶ اوت ۱۹۹۳) بازیکن فوتبال اهل آلمان است.
از باشگاه‌هایی که در آن بازی کرده‌است می‌توان به باشگاه فوتبال اف‌اس‌وی فرانکفورت، باشگاه فوتبال هالشر، باشگاه فوتبال وی‌اف‌آر آلن، و باشگاه فوتبال وولفسبورگ اشاره کرد.